# Herb Kędzierzyna-Koźla
Herb Kędzierzyna-Koźla – jeden z symboli miasta Kędzierzyn-Koźle w postaci herbu.

## Wygląd i symbolika
Herb przedstawia w polu srebrnym trzy głowy kozłów w roztrój, z których dwie położone u góry są zwrócone ku sobie, a trzecia, położona poniżej, zwrócona ku nim, z rogami z heraldycznie prawej strony. Głowy kozłów są czarne, a rogi złote.
Jest to herb mówiący. Nawiązuje do legendy związanej z historią Koźla, według której w XII wieku w warownym zamku miasta rezydowali trzej bracia Kozłowie.

## Historia
Kędzierzyn-Koźle wybrał za swój herb godło miasta Koźle, które posiada długą i bogatą historię, nie jest on jednak identyczny z herbem Koźla.

Wersja herbu Kędzierzyna-Koźla zgodna z zasadami heraldycznymi
Historyczny herb Koźla